# یاسمین بانتر
یاسمین بانتر (انگلیسی: Yasmin Bunter؛ زادهٔ ۲۸ فوریهٔ ۱۹۹۲) بازیکن سابق فوتبال اهل انگلستان است که در پست مدافع برای بازل فراون بازی می‌کرد.